# 獅子座54
獅子座54，又名BD+25 2314，HD 94601、SAO 81583、HR 4259，是獅子座的一颗恒星，视星等为4.5，位于銀經211.59，銀緯63.91，其B1900.0坐标为赤經10h 50m 12s，赤緯+25° 63.91′ 59″。